# Quadruplex de Francis Marion Stokes
Pour les articles homonymes, voir Stokes.

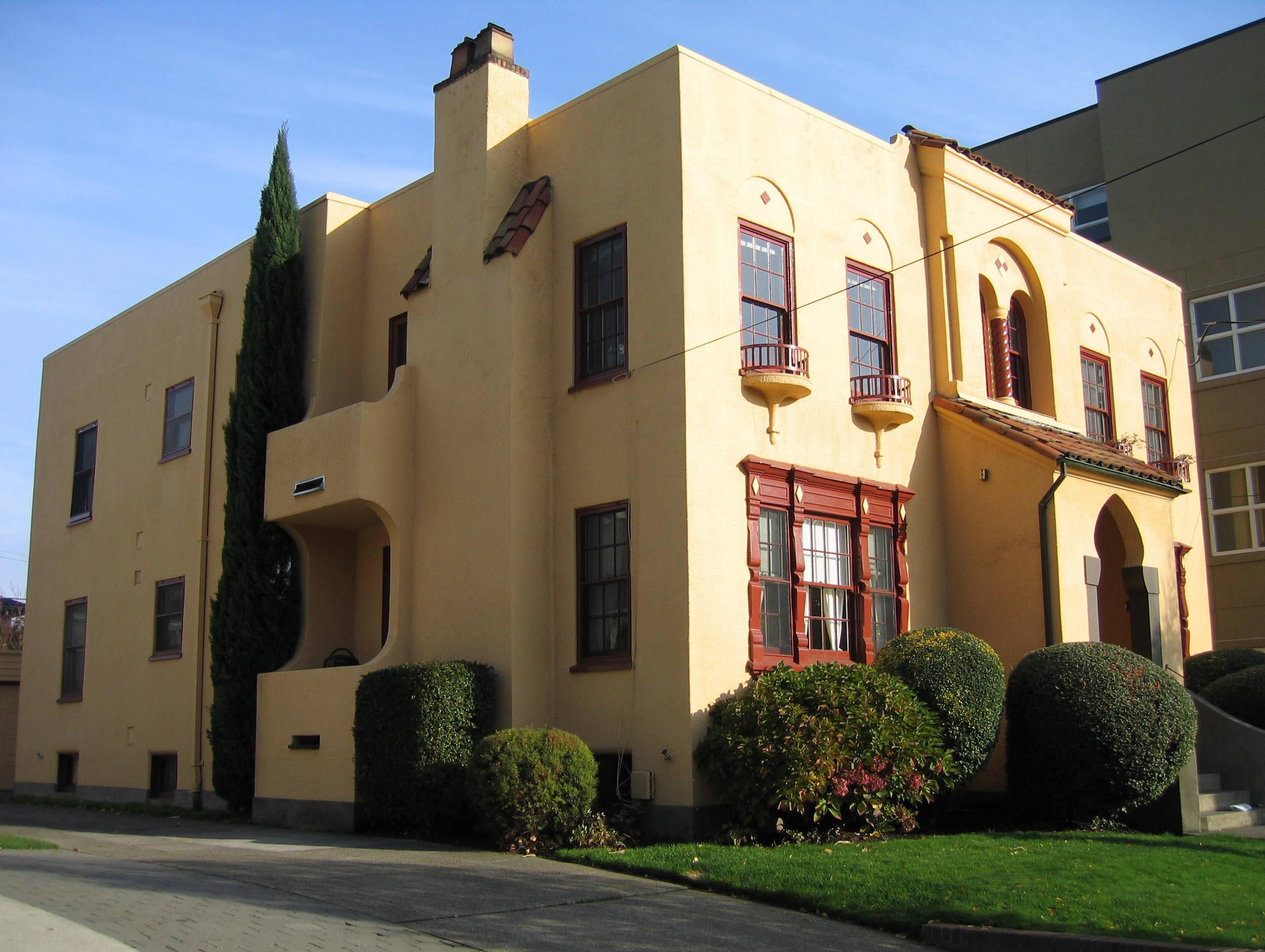
Francis Marion Stokes Fourplex - vu du côté Sud-Ouest

Le Quadruplex de Francis Marion Stokes est un bâtiment historique situé dans le quartier Nord-Ouest de Portland aux États-Unis. 'Quadruplex' signifie, dans ce contexte, un immeuble résidentiel comprenant quatre appartements.

## Architecture
Le Quadruplex est construit dans le style architectural Mission Revival, qui était populaire sur la côte ouest des États-Unis au début du XXe siècle. Le plan au sol est de forme rectangulaire; rez-de-chaussée et étage sont chacun divisés en deux appartements. L'immeuble est enduit d'un crépi plutôt lisse, typique de ce style Méditerranéen, et son toit est plat. La façade principale, orientée sud, est symétrique et comprend un porche d'entrée surmonté d'une arche de style Maure décorée de deux colonnes en bois.
Les façades est et ouest ont chacune deux petits balcons (un par étage) et un conduit de cheminée passant par les deux niveaux. La façade nord est assez sobre et comprend simplement quelques fenêtres et une porte donnant sur le jardin.

## L'emplacement
L'adresse du Quadruplex de Francis Marion Stokes est 2253 N.W. Pettygrove St. On trouve dans le même pâté de maisons la "Pettygrove House", demeure historique construite en 1892 et qui était l'habitation principale de Francis Pettygrove, cofondateur de Portland, qui gagna le droit de nommer la ville à un jeu de pile ou face.
Le Quadruplex est situé sur un terrain de 557 mètres carrés et ses quatre appartements font chacun environ 80 mètres carrés.

## L'architecte
Francis Marion Stokes conçut l'immeuble en 1926 à la demande de Madame Esther Kuhn de Portland. Il en devint le propriétaire en 1929 et l'occupa jusqu'à sa mort en 1975. La majorité de l'œuvre de Stokes fut créée pendant les 46 ans qu'il passa dans cet immeuble, et eut une influence considérable sur l'architecture générale de Portland.

## Registre national des sites historiques

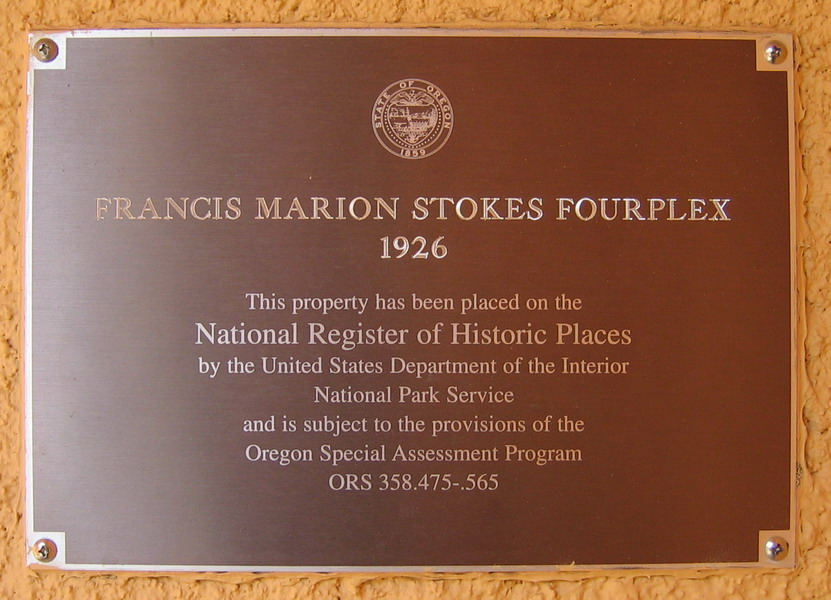
Plaque située à l'entrée de l'immeuble

L'immeuble fut ajouté sur le Registre National Américain des Sites Historiques en février 1996. Il est également connu sous le nom de "Kuhn Apartments" (Appartements Kuhn).

## Voir également
- Mission Revival Style architecture
- L'architecture de Portland, Oregon